# Алфи
„Алфи“ (на английски: Alfie) е романтична трагикомедия от 2004 г., вдъхновена от едноименния филм през 1966 г. и продължението му през 1975 г., с участието на Джуд Лоу като главния герой, оригинално изигран от Майкъл Кейн във филма от 1966 г. и Алън Прайс в продължението през 1975 г. Филмът е режисиран, написан и продуиран от Чарлз Шайър.